# Haing S. Ngor
Haing Somnang Ngor (khmersky: ហាំង សំណាង ង៉ោ; 22. března 1940 – 25. února 1996 Los Angeles) byl kambodžsko-americký lékař a herec. Získal Oscara za nejlepší mužský herecký výkon ve vedlejší roli za ztvárnění kambodžsko-amerického novináře Ditha Prana v životopisném dramatu Vražedná pole (1984).

## Život
Haing Somnang Ngor se narodil 22. března 1940 v Kambodži čínskému otci a khmerské matce. Vystudoval gynekologii a porodnictví a před obsazením města Pol Potovými Rudými Khmery působil jako praktikant v Phnompenhu. Se svou ženou My-Huoy byl nucen opustit město a přestat vykonávat profesi. Jeho žena později zemřela při porodu.
Po invazi vietnamských vojsk v roce 1979 uprchl do Thajska, kde vypomáhal jako lékař v uprchlickém táboře. O rok později, spolu se svou neteří, emigroval do Spojených států a usadil se v Los Angeles, kde dokončil lékařské vzdělání.
V roce 1984 ztvárnil jako neherec roli kambodžského průvodce a tlumočníka Dita Prana ve filmu Vražedná pole. Za svůj herecký výkon byl oceněn Zlatým glóbem a Oscarem za vedlejší mužskou roli.
V hraní pokračoval například akčním filmu Poslední kondor (1987) a Nebe a Země (1993), kde hrál po boku Tommyho Lee Jonese.
Věnoval se filantropii, se svým přítelem Jackem Ongem založili nadaci, která pomáhala shromažďovat finanční prostředky na pomoc Kambodži.
Byl buddhistou a od roku 1986 naturalizovaným občanem Spojených států.
Dne 26. února 1996 byl před svým domem v čínské čtvrti Los Angeles zastřelen. Z loupežného přepadení a vraždy byli obviněni tři Číňané. Nedokázalo se prokázat, zdali se jednalo o politicky motivovanou vraždu, která by byla připravena přeživšími Rudými Khmery. Vrazi byli odsouzeni v den smrti kambodžského vůdce Pol Pota dne 16. dubna 1998.

## Filmografie (výběr)
- Vražedná pole (1984)
- Poslední kondor (1987)
- Nebe a Země (1993)
- Můj život (1993)